# Thiền Bắc Tông
Thiền Bắc Tông (zh: 北宗禪), cũng được gọi là Bắc Thiền hay Bắc Tông, là một phái Thiền do Thiền sư Ngọc Tuyền Thần Tú sáng lập - chủ trương tiệm tu, tiệm ngộ - đối lập với Nam Thiền của Lục Tổ Huệ Năng chủ trương đốn ngộ. 
Theo các học giả Phật giáo, tên gọi của tông này có lẽ do Thiền sư Hà Trạch Thần Hội - một trong những nhân vật có liên quan đến tranh chấp Nam - Bắc trong nội bộ Thiền Tông gán cho hơn là do Thần Tú hay các môn đệ của Thần Tú tuyên xưng.

## Lịch sử
Sau khi Ngũ Tổ Hoằng Nhẫn truyền trao y bát cho Huệ Năng thì trong Thiền tông bị phân hóa thành 2 phái là Bắc Thiền Tông do Thiền sư Thần Tú truyền dạy và Nam Thiền Tông do Thiền sư Huệ Năng hoằng pháp.
Sau này Thần Tú đến Kinh đô Trường An và trở thành quốc sư. Sư giáo hóa được nhiều đồ chúng nên hình thành Tông phái.

Tông này chủ yếu tu tập dựa trên thuyết Tiệm Ngộ tức là tu chứng theo thứ bậc. Được thể hiện qua bài kệ của Thiền Sư Thần Tú:
Thân thị bồ-đề thụ,
Tâm như minh kính đài.
Thời thời cần phất thức,
Vật sử nhạ trần ai.
Tạm dịch
Thân là cây bồ-đề
Tâm như đài gương sáng.
Thường siêng lau, siêng rửa,

Chớ để bám bụi nhơ.
Phương pháp tu tập của tông này chủ yếu dựa trên thiền quán, kinh điển - đặc biệt là bộ kinh Nhập Lăng Già. Do ít người tài hoằng pháp, lại chịu sự đả kích, chỉ trích mạnh mẽ từ các môn đồ của Lục Tổ, phần nữa là do các thiền sư tông này thường gần gũi giới chính trị, tông này dần đi vào biến mất và bị thất truyền.

## Truyền thừa
1/ Thiền sư Ngọc Tuyền Thần Tú
2/ Thiền sư Tung Sơn Phổ Tịch
3/ Thiền sư Thánh Thiện Hoằng Chính
3/ Thiền sư Thiếu Lâm Đồng Quan
3/ Thiền sư Kính Ái Pháp Ngoạn
3/ Thiền sư Nhất Hành
3/ Thiền sư Chí Không ( người Triều Tiên)
4/ Thiền sư Thần Hành
3/ Thiền sư Đạo Tuyền (truyền pháp sang Nhật Bản)
4/ Đại sư Hành Biểu
5/ Đại Sư Tối Trừng (Saicho)--> Tổ khai sáng Thiên Thai Tông Nhật Bản.
2/ Thiền sư Tây Kinh Nghĩa Phúc
2/ Thiền sư Tung Sơn Kính Hiền
2/ Thiền sư Đông Nhạc Hàng Ma Tạng
2/ Thiền sư Không Tịch Đại Phúc
3/ Thiền sư Ma Kha Diễn
2/ Thiền sư Hầu Mạc Trần Diễm.